# Томашув (Шидловецький повіт)
Томашув (пол. Tomaszów) — село в Польщі, у гміні Оронсько Шидловецького повіту Мазовецького воєводства.
Населення — 487 осіб (2011).
У 1975-1998 роках село належало до Радомського воєводства.

## Демографія
Демографічна структура станом на 31 березня 2011 року:
|          | Загалом | Допрацездатний вік | Працездатний вік | Постпрацездатний вік |
| -------- | ------- | ------------------ | ---------------- | -------------------- |
| Чоловіки | 253     | 65                 | 159              | 29                   |
| Жінки    | 234     | 49                 | 133              | 52                   |
| Разом    | 487     | 114                | 292              | 81                   |